# ポケモンコンシェルジュ
『ポケモンコンシェルジュ』は、アメリカ合衆国の定額制動画配信サービス「Netflix」にて2023年（令和5年）12月28日より全世界で配信された日本のWebアニメーション作品である。

## 概要
ポケモンを原作とするストップモーション・アニメーション。日本放送協会（NHK）のキャラクターであるどーもくんシリーズや2019年（令和元年）に本作品と同じくNetflixにて世界配信された『リラックマとカオルさん』などの製作に携わったドワーフがアニメ制作を担当している。

## ストーリー
南の島にある"ポケモンリゾート"で働く新米のコンシェルジュ・ハルとポケモンたちの触れ合いを描く。

## 登場人物

### 主要人物
ハル
声 - のん
本作の主人公。
アリサ
声 - ファイルーズあい
先輩コンシェルジュ。
タイラ
声 - 奥野瑛太
ワタナベ
声 - 竹村叔子
ケント
声 - 町田啓太
ハルの元カレ。
ダン
声 - 山路和弘
ベテラン船乗り。

## スタッフ
- 原作ゲーム - ポケットモンスター
- 脚本 - 土城温美
- コンセプトアート・キャラクターデザイン - 上杉忠弘
- 制作 - ドワーフスタジオ
- 監督 - 小川育

## 主題歌
「君の居場所 (Have a Good Time Here)」
竹内まりやによる主題歌(第1～4話)。
「オノマトペISLAND」
山下達郎による主題歌(第5～8話)。

## 各話リスト
| 話数 | サブタイトル                           |
| ---- | -------------------------------------- |
| 1    | 今日からこちらで働かせていただきます！ |
| 2    | どう？いま楽しい？                     |
| 3    | 私も早く進化したい…                    |
| 4    | ようこそポケモンリゾートへ！           |